# Australoodera albolata
Australoodera albolata är en stekelart som beskrevs av Gibson 2004. Australoodera albolata ingår i släktet Australoodera och familjen hoppglanssteklar.
Artens utbredningsområde är:
- Belize.
- Costa Rica.

Inga underarter finns listade.